# Китсон, Генри Хадсон
Генри Хадсон Китсон (англ. Henry Hudson Kitson; 9 апреля 1865, Хаддерсфилд, Великобритания — 26 июня 1947, Тайрингем, штат Массачусетс, США) — американский скульптор.

## Жизнь и творчество
В 1880 году семья Генри Китсона — и его многочисленных братьев и сестёр — переселилась из Англии в США. Художественное образование он получил в парижской Школе изящных искусств. 
В США Китсон специализовался на ваянии памятников известным личностям из американской истории — в первую очередь героям войны за независимость и Гражданской войны в США (среди них — президенту Конфедерации Джефферсону Дэвису, адмиралу Федерации Дейвиду Глазго Фаррагуту и др.).

## Галерея

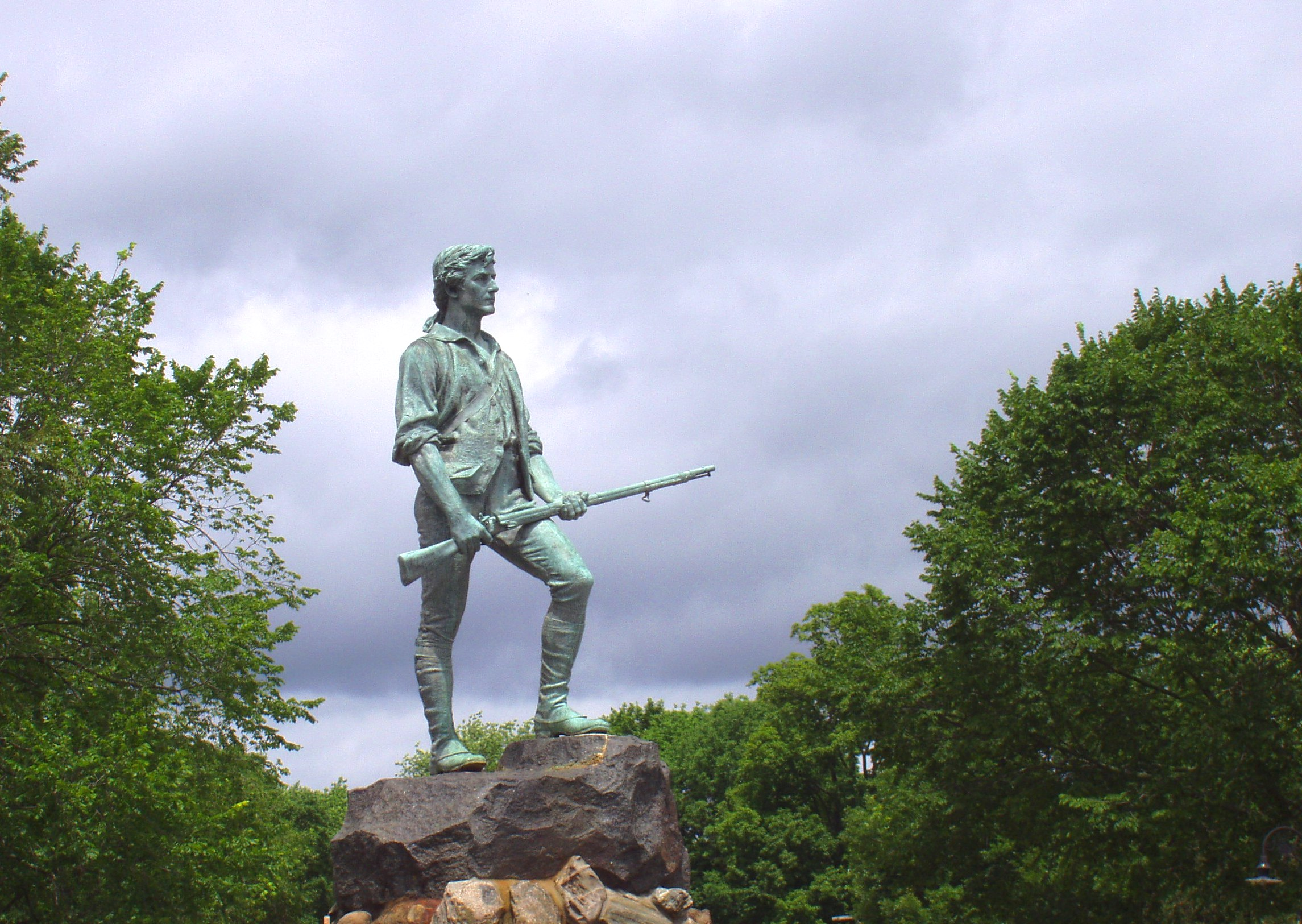
Статуя капитата Джона Паркера, Лексигтон, Массачусетс
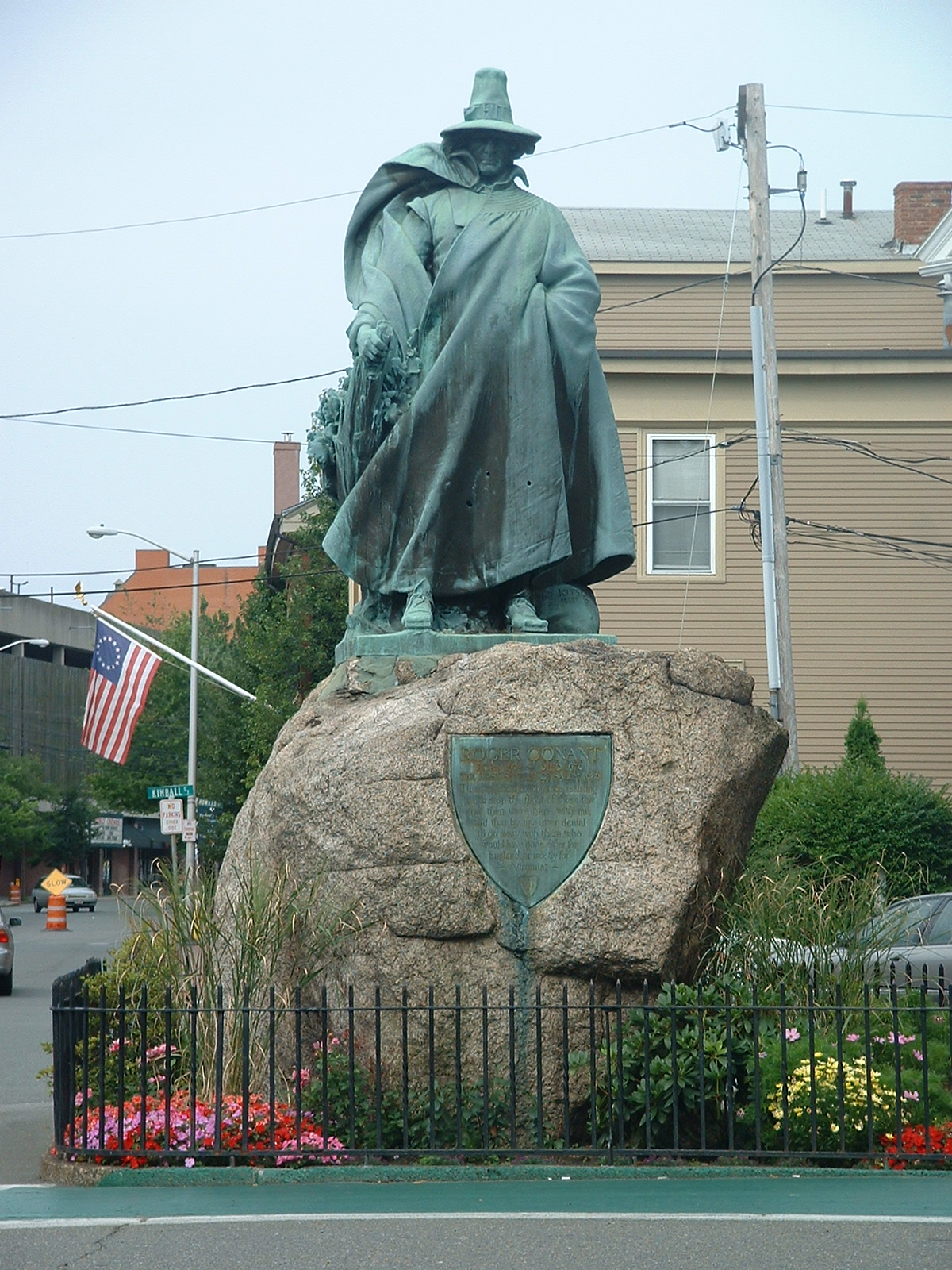
Статуя Роджера Конанта[англ.], основателя города Сейлем